# Fonte do Sabão
A Fonte do Sabão é uma fonte ferrolítica açoriana, localizada na freguesia da Agualva, concelho da Praia da Vitória, ilha Terceira, arquipélago dos Açores.
Esta fonte foi referenciada em 1643 por Francisco Ferreira Drumond, nos seguintes moldes: “Suas águas são tais que fazem a roupa tão alva como se lavassem com sabão, (…) e tornam amarelos os dentes dos seus habitantes, sinal por onde são conhecidos em toda a parte».
As águas desta fonte tidas como medicinais foram analisadas por várias entidades, como foi o caso do frei Diogo das Chagas (Santa Cruz das Flores, c. 1584 — Angra, c. 1661), que no seu Espelho Cristalino se lhe refere nos seguintes moldes: «É esta freguesia muito fresca pelos muitos pomares e águas que tem, onde está uma fonte que se diz ser de Heitor Homem da Costa por estar na sua quinta, que se diz se converte o pau em pedra, na qual eu fiz a experiência, indo-a ver por ter esta notícia dela, e meti um bordão que levava ficando em suas águas, e deixei estar o tempo que ali estive, que seria espaço de uma hora, e tirando-o achei que todo o pau que estava debaixo de água, saiu coberto de uma ferrugenzinha que parecia pedra; e não duvido que se estivesse muito tempo, que se juntasse e acomo¬dasse tanta que cobrisse o pau, que nada dele aparecesse e ficasse como decoração a ferrugem feita de pedra e daqui viesse o dito, que a água desta fonte converte o pau em pedra !!»
No século XVI foram examinadas por D. Gaspar de Faria (Barcelos, c. 1520 — Angra, 19 de Março de 1576), 6.º bispo de Angra, tendo governado a diocese entre 1571 e 1576 e por D. Pedro de Castilho (Coimbra - Lisboa, 31 de Março de 1613) que foi o 7.º bispo da Diocese de Angra que governou de 1578 a 1583- ambos fazem referências às suas águas nos escritos que deixaram.